# Ctenomys magellanicus
Ctenomys magellanicus е вид бозайник от семейство Тукотукови (Ctenomyidae). Видът е световно застрашен, със статут Уязвим.

## Разпространение
Разпространен е в Аржентина и Чили.